# Hino da Póvoa
O Hino da Póvoa é um hino erudito dedicado à Póvoa de Varzim, composto por Josué Trocado (1882–1962) por volta de 1916. O hino era tradicionalmente interpretado pelo Orfeão Poveiro.

## História
Segundo o historiador Viriato Barbosa, em uma separata do Boletim Cultural (Vol. X, nº 1, 1971), era impensável que o Orfeão Poveiro não tivesse seu próprio hino. Ele descreve a primeira execução oficial do hino, ocorrida em 9 de setembro de 1916, no Teatro Garrett:  

O volume de som das vozes daquela massa escura de homens, todos caras conhecidas, todos vestidos de preto alvejando-lhes os peitilhos das camisas, ressoa pateticamente a abrir o espetáculo com o hino.
Em 2004, o coral "Ensaio" voltou a interpretar o hino durante o Festival Internacional de Música da Póvoa de Varzim. Em 2009, a escritora Maria do Mar (pseudônimo de Conceição da Silva Pinto), em uma crônica publicada no jornal O Comércio da Póvoa de Varzim, defendeu o uso mais frequente da obra.  
Ainda em 2009, a Junta de Freguesia da Póvoa de Varzim respondeu ao apelo, instituindo a execução do hino no início de todas as sessões da Assembleia de Freguesia.